# Amy Mainzer

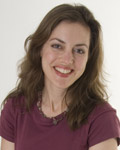
Amy Mainzer

Amy Mainzer (* 2. Januar 1974) ist eine US-amerikanische Astronomin (Infrarotastronomie und zugehörige Instrumente, erdnahe Objekte).
Mainzer studierte Physik an der Stanford University mit dem Bachelor-Abschluss 1996 und Astronomie am Caltech mit dem Master-Abschluss 2000 und wurde 2003 an der University of California, Los Angeles, in Astronomie promoviert. Sie forscht am Jet Propulsion Laboratory.
Mainzer ist Deputy Project Scientist am Infrarot-Weltraumteleskop Wide-field Infrared Survey Explorer (WISE) und Principal Investigator für das an diesem ab 2010 durchgeführten NEOWISE-Projekt zur Erforschung kleiner Objekte innerhalb des Erdorbits. NEOWISE fand zahlreiche neue erdnahe Objekte wie Kometen und Asteroiden, darunter auch solche die der Erde potenziell gefährlich werden können. Sie schlug das Nachfolgeprojekt Near-Earth Object Camera (NEOCam) vor, ein Infrarot-Weltraumteleskop, das der Erde potentiell gefährlich werdende Asteroiden und andere Objekte innerhalb der Erdbahn finden und untersuchen soll.
Sie war auch am Spitzer-Weltraumteleskop beteiligt.
Sie ist aus populärwissenschaftlichen Fernsehsendungen wie Geheimnisse des Universums bekannt.
Der Asteroid (234750) Amymainzer wurde nach ihr benannt.